# Wolfgang-Döring-Stiftung
Die Wolfgang-Döring-Stiftung ist eine der Freien Demokratischen Partei (FDP) nahestehende Stiftung in Nordrhein-Westfalen.

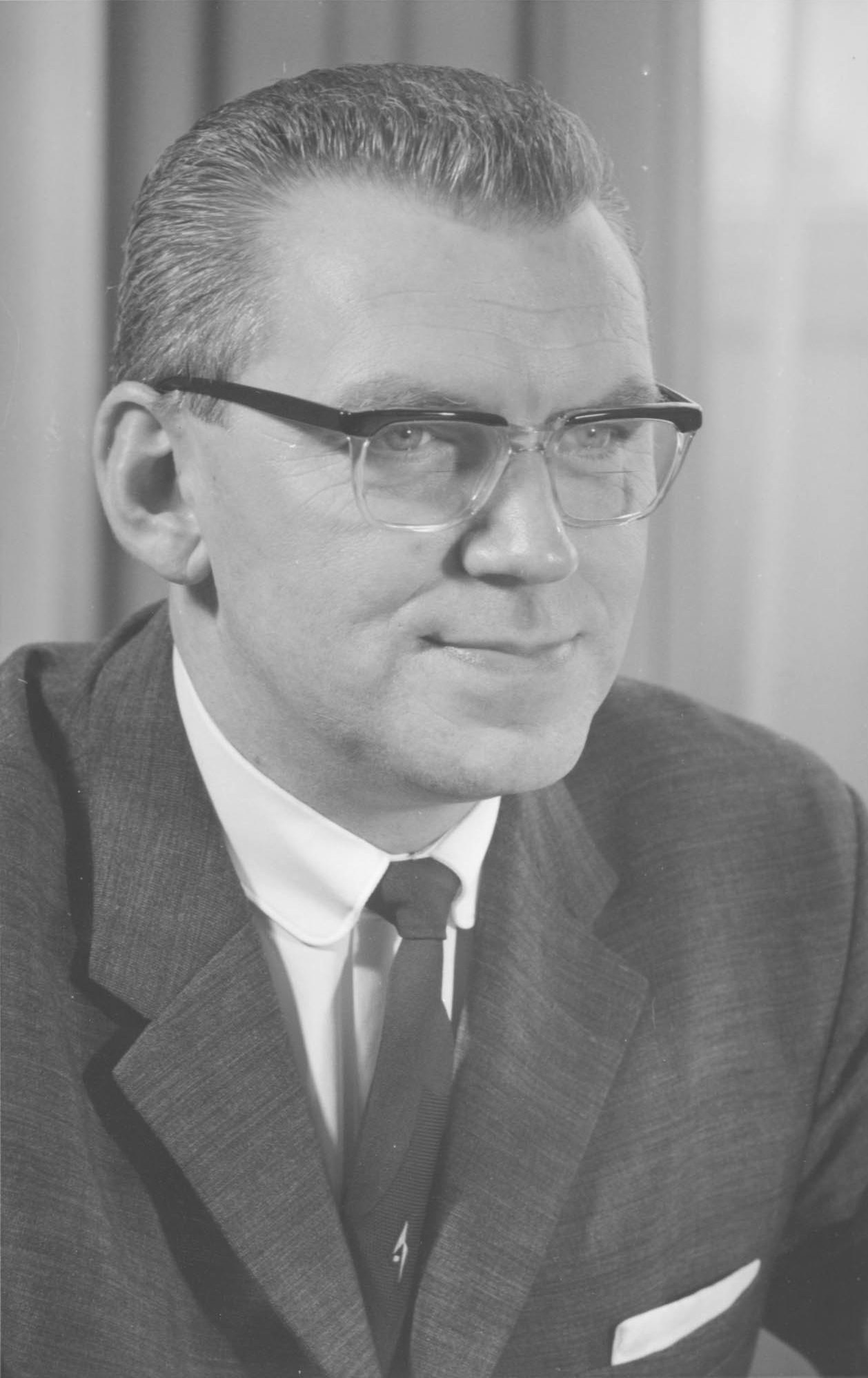
Wolfgang Döring

## Gründung
Die Wolfgang-Döring-Stiftung wurde 1967 gegründet. Zu den Gründern zählten unter anderem Walter Scheel und Wolfgang Rubin. Namensgeber ist der FDP-Politiker Wolfgang Döring. Zu den Gründungsmitgliedern zählten Gerhard Kienbaum, Hans Wolfgang Rubin und Hildegard Hamm-Brücher.

## Zweck und Zusammenarbeit
Die Stiftung ist eine Bildungseinrichtung, deren Zweck die Förderung demokratischer Gesinnung und liberaler Tugenden ist. Zu diesem Zweck führt sie u. a. Seminar- und Vortragsveranstaltungen durch. Sie arbeitet eng mit dem Landesbüro Nordrhein-Westfalen der Friedrich-Naumann-Stiftung für die Freiheit in Gummersbach zusammen.

## Zur Geschichte der Stiftung

### Anfängliche Konflikte
Mit der Gründung 1967 zeigte sich die führende Rolle des FDP-Landesverbands in Nordrhein-Westfalen bei der Finanzierung von Parteien aus öffentlichen Mitteln. Zugleich ermöglichte diese neue Stiftung der FDP-Spitze Druck, auf die Friedrich-Naumann-Stiftung auszuüben, die damals wiederholt ihre Unabhängigkeit von der FDP betonte und in Eigenregie über ihre Gelder bestimmen wollte. Bereits 1966 war mit der Gründung der Wolfgang-Döring-Gesellschaft eine solche Stroßrichtung erkennbar. Im Herbst 1967 zeigte sich der Konflikt, als der WDR ankündigte, er werde die in früheren Jahren für die Naumann-Stiftung vorgesehenen Mittel nun an die Wolfgang-Döring-Stiftung geben. Willi Weyer, damals Innenminister in Nordrhein-Westfalen und Landesvorsitzende der FDP in diesem Bundesland, hatte „coupartig“ für diese Umorientierung gesorgt – eine Art „Misstrauensantrag“ gegen die Naumann-Stiftung. Ziel sei gewesen, diese durch eine veränderte Zuweisung von Mitteln der Rundfunkanstalten oder aus dem Bundeshaushalt zu disziplinieren und zugleich das Gewicht der nordrhein-westfälischen Liberalen in der FDP auf Bundesebene zu stärken. Ein Papier der Jungdemokraten verdeutlichte eine weitere Stoßrichtung: Die neue Stiftung solle „kein intellektueller Debattierclub“ – eine Spitze gegen die Naumann-Stiftung – sein, sondern in der Breite wirken und helfen, gute Wahlergebnisse zu erzielen.
Die Mittel aus Überschüssen des WDR blieben der Wolfgang-Döring-Stiftung bis 1975 erhalten. Anschließend wurden sie aus Landesmitteln ersetzt, die nach Maßgabe des Weiterbildungsgesetzes von Nordrhein-Westfalen vergeben wurden. Die Stiftung arbeitete anfangs nah an den Interessen der FDP-Führung des Landes. Die Existenz von zwei liberalen Stiftungen in einem Bundesland wurde kritisiert, beispielsweise von Paul Luchtenberg. Der damalige Vorsitzende der Naumann-Stiftung warnte 1968 vor konkurrierender Zersplitterung.

### Parteispendenskandale
Wiederholt tauchte die Stiftung im Umfeld von Medienberichten zu illegalen Parteispenden auf. Der Spiegel berichtete im August 1984 über Kontakte von Jürgen Möllemann zu Rolf Wegener, einem Händler von Immobilien und Waffen. Seit 1981 habe dieser monatlich 3.000 DM an die Wolfgang-Döring-Stiftung gespendet. Möllemann wies den Bericht umgehend als „substanzlos“ zurück. Die Frankfurter Rundschau griff den Fall 1997 erneut auf: „Angeblich soll Wegener früher Geldbeträge an die liberale Walter-Döring-Stiftung überwiesen haben, die Erwachsenenbildung und Reisen für FDP-Mitglieder organisierte“. Während Möllemann damals eine Prüfung der Vorwürfe zusagte, betonte Gerhard Söltenfuß, Geschäftsführer der Stiftung, man kenne Wegener nicht, habe keine Spenden an die FDP weitergeleitet und sei keine „Spendenwaschanlage“.
Ende Januar 1985 berichtete Der Spiegel über illegale Spendenpraktiken großer deutscher Handelskonzerne. Ein Sprecher von Karstadt betonte daraufhin, man habe nie in unzulässiger Weise gespendet. Jahrelang namhafte Beträge gingen stets nur an Parteistiftungen, nicht an Einzelpolitiker oder Einzelparteien. Er nannte in diesem Zusammenhang unter anderem die Friedrich-Naumann-Stiftung und die Wolfgang-Döring-Stiftung, ferner die Staatsbürgerliche Vereinigung.

### Wolfgang-Döring-Medaille
Zwischen 1963 und 1990 vergab die Stiftung die Wolfgang-Döring-Medaille.

## Leitungspersonal

### Frühere Vorsitzende
- 1982 bis August 1990: Wolfram Dorn[14][15]

### Vorsitzende
- 1990–1996: Hans Georg Emde[16]
- seit 1996: Axel Hoffmann

### Vorstand
- Gisela Piltz (stellv. Vorsitzende)
- Helmut Köching (Schatzmeister)
- Hans Stein (Beisitzer)
- Bernd Reuther (Beisitzer)

### Kuratorium
- Thomas Seidenberg (Vorsitzender)
- Angela Freimuth (stellvertretende Vorsitzende)
- Arno Keller (stellvertretender Vorsitzender)
- Karl Peter Brendel
- Dirk Brengelmann
- Christian Graf Dohna
- Sascha Gerhardt
- Henning Höne
- Judith Pirscher
- Saskia Sattler
- Susanne Schneider
- Nicole Westig